# Człowiek, który przetrwa wszystko
Człowiek, który przetrwa wszystko (ang. Survivorman) – program typu reality, zrealizowany we współpracy kanadyjskiego Outdoor Life Network (OLN) i amerykańskiego Discovery Channel. Emitowany w Polsce początkowo na kanale Discovery Science, następnie na Discovery World.

## Fabuła
Gospodarz programu, Les Stroud, musi przeżyć siedem dni w różnych odległych miejscach bez jedzenia, wody i schronienia. Ekipę telewizyjną stanowi on sam, jest autorem wszystkich ujęć (poza tymi z helikoptera). Producenci sami przyznali, że czasami lekko koloryzują różne sytuacje (np. uszkodzony samochód na środku pustyni lub to, że Stroud w swojej tratwie ratunkowej dotarł na bezludną wyspę). Tytułowy Survivorman ma często przy sobie przedmioty, które w takiej sytuacji mógłby mieć prawdziwy rozbitek. Jest także wyposażony w telefon satelitarny do użycia w nagłym wypadku.
Program jest formą demonstracji, jak należy zachowywać się w przedstawionych sytuacjach. Stroud pokazuje, jak znaleźć jedzenie, wodę i materiały potrzebne do budowy schronienia. Pokazuje również, jakich błędów nie wolno popełniać i jakie mogą być ich skutki. W dodatku do fizycznych wyzwań stawianych przez każdą sytuację przetrwania, Stroud stawia czoło efektom psychologicznym np. izolacji (zawsze zabiera ze sobą harmonijkę ustną).
Przed nakręceniem każdego odcinka Les spotyka się z ekspertami sztuki przetrwania i miejscową ludnością, by dowiedzieć się więcej o danym miejscu. Na podstawie tych informacji producenci układają drobny scenariusz, choć większość sytuacji dzieje się spontanicznie.

## Spis odcinków

### Seria 1
|            | |                          |  |
| Odcinek 1  | "Kanadyjski Północny Las" | "Canadian Boreal Forest" |  |
| Odcinek 1  | Po wypadku kajaku Les gubi się w lesie Ontario. |                          |  |
|            | |                          |  |
| Odcinek 2  | "Arizońska Pustynia" | "Arizona Desert"         |  |
| Odcinek 2  | Zagubiony na Pustyni Sonora znajduje rozbity rower.                                                                                                |                          |  |
| Odcinek 3  | "Costa Rica" | "Costa Rica"             |  |
| Odcinek 3  | Wyrzucony ze statku na kostarykańskim półwyspie Osa, Les musi przeżyć na tropikalnej plaży i w gęstej dżungli.                                     |                          |  |
|            | |                          |  |
| Odcinek 4  | "Georgijskie Bagno" | "Georgia Swamp"          |  |
| Odcinek 4  | Les rozbił się w niegościnnym dorzeczu Altamahy w Georgii.                                                                                         |                          |  |
|            | |                          |  |
| Odcinek 5  | "Kanadyjska Arktyka" | "Canadian Arctic"        |  |
| Odcinek 5  | Les utknął na środku Arktyki. Ma do dyspozycji jedynie zepsuty skuter śnieżny.                                                                     |                          |  |
|            | |                          |  |
| Odcinek 6  | "Góry" | "Mountain"               |  |
| Odcinek 6  | Les zagubiony w górach. Podejmuje próbę zejścia ze szczytu; u podnóża góry dopada go ulewa.                                                        |                          |  |
|            | |                          |  |
| Odcinek 7  | "Canyonlands" | "Canyonlands"            |  |
| Odcinek 7  | Zagubiony w kanionach Utah. |                          |  |
|            | |                          |  |
| Odcinek 8  | " Wypadek Samolotu" | "Plane Crash"            |  |
| Odcinek 8  | Les próbuje przetrwać w samym środku zimy w Ontario, wykorzystując wrak samolotu.                                                                  |                          |  |
|            | |                          |  |
| Odcinek 9  | "Zagubiony na morzu" | "Lost at Sea"            |  |
| Odcinek 9  | Les krąży na tratwie na środku oceanu w pobliżu Belize przez kilka dni w temperaturach 102 °F (39 °C), następnie dopływa do niezamieszkanej wyspy. |                          |  |
|            | |                          |  |
| Odcinek 10 | "Za Kulisami" | "Behind the Scenes"      |  |
| Odcinek 10 | Kulisy realizacji poprzednich dziewięciu odcinków.                                                                                                 |                          |  |

Sezon 1 został wydany na DVD

### Sezon 2
|            | Polski tytuł | Angielski tytuł     |  |
| ---------- | --- | ------------------- |  |
|            | |                     |  |
| Odcinek 11 | "Kalahari" | "Kalahari"          |  |
| Odcinek 11 | Les wyjeżdża, by przeżyć ekstremalne upały Pustyni Kalahari. Bardzo szybko zaczyna brakować mu wody.                   |                     |  |
|            | |                     |  |
| Odcinek 12 | "Amazonka" | "Amazon"            |  |
| Odcinek 12 | Stroud składa wizytę w jednej z najdzikszych części dżungli amazońskiej.                                               |                     |  |
|            | |                     |  |
| Odcinek 13 | "Labrador" | "Labrador"          |  |
| Odcinek 13 | Stroud porusza się z pomocą psiego zaprzęgu, umyślnie go gubi i próbuje przetrwać samotnie.                            |                     |  |
|            | |                     |  |
| Odcinek 14 | "Afrykańskie Równiny"                                                                                                  | "African Plains"    |  |
| Odcinek 14 | Les rozbija się balonem w północnej części Republiki Południowej Afryki.                                               |                     |  |
|            | |                     |  |
| Odcinek 15 | "Alaska" | "Alaska"            |  |
| Odcinek 15 | Zagubiony na wybrzeżu Alaski. Musi się zabezpieczyć przed niedźwiedziami grizzly.                                      |                     |  |
|            | |                     |  |
| Odcinek 16 | "Południowy Pacyfik"                                                                                                   | "South Pacific"     |  |
| Odcinek 16 | |                     |  |
|            | |                     |  |
| Odcinek 17 | "Za Kulisami" | "Behind the Scenes" |  |
| Odcinek 17 | Kulisy 2 sezonu. Można zobaczyć, jak Les przygotowywał się do wypraw i jak zdobywał informacje od miejscowej ludności. |                     |  |

### Sezon 3
|            | Polski tytuł                                                                                  | Angielski tytuł    |  |  |
| ---------- | --------------------------------------------------------------------------------------------- | ------------------ |  |  |
|            |                                                                                               |                    |  |  |
| Odcinek 18 | "Sierra Nevada"                                                                               | "Sierra Nevada"    |  |  |
| Odcinek 18 | Les gubi się w Sierra Nevada z zapasami na zaledwie jeden dzień.                              |                    |  |  |
|            |                                                                                               |                    |  |  |
| Odcinek 19 | "Góry Skaliste"                                                                               | "Colorado Rockies" |  |  |
| Odcinek 19 | Stroud zabiera ze sobą 2 konie i spędza siedem dni w Colorado                                 |                    |  |  |
|            |                                                                                               |                    |  |  |
| Odcinek 20 | "Tundra Arktyczna"                                                                            | "Arctic Tundra"    |  |  |
| Odcinek 20 |                                                                                               |                    |  |  |
| Odcinek 21 | "Gęsty Las"                                                                                   | "Temagami"         |  |  |
| Odcinek 21 | Les wraz ze swoim przyjacielem Bobem spędzają tydzień w północno-wschodnim Ontario.           |                    |  |  |
|            |                                                                                               |                    |  |  |
| Odcinek 22 | "Busz Australijski"                                                                           | "Australia"        |  |  |
| Odcinek 22 |                                                                                               |                    |  |  |
| Odcinek 23 | "Papua - Nowa Gwinea"                                                                         | "Papua New Guinea" |  |  |
| Odcinek 23 | Les spędza 5 dni w dżungli a potem udaje się do wioski tubylców. To ostatni odcinek programu. |                    |  |  |

Sezon 3 jest ostatnim już z serii "Człowiek, który przetrwa wszystko".